# Fabjan (priimek)
Fabjan je priimek v Sloveniji, ki ga je po podatkih Statističnega urada Republike Slovenije na dan 1. januarja 2010 uporabljalo 728 oseb in je med vsemi priimki po pogostosti uporabe uvrščen na 302. mesto.

## Znani nosilci priimka
- Ada Fabjan (*1947), glasbena pedagoginja
- Ana Fabjan (1880 - 1912), pisateljica in pesnica (učiteljica)
- Andrej Fabjan (*1957), politik
- Diomira Fabjan-Bajc (1937 - 2019), jezikoslovka in prevajalka
- Dunja Fabjan (*1979), astrofizičarka
- Jožefa Antonija Fabjan (1907 - 1941), redovnica, Drinska mučenka, blažena
- Marjan Fabjan (*1958), trener slovenskih judoistov
- Vesna Fabjan (*1985), smučarska tekačica